# Coro (musica)
Un coro è un complesso di persone che cantano insieme. Questo può avvenire:
- a una voce sola, all'unisono (ma anche all'ottava, nel caso di cori composti di voci maschili e femminili o di adulti e ragazzi); nella tradizione ecclesiastica, il canto corale monodico è peculiare del canto gregoriano; nei vecchi canti popolari e nella moderna musica pop il raddoppio (nota della linea melodica armonizzante) è spesso con una voce di terza (sopra o sotto, maggiore o minore a seconda dell'accordo);
- oppure, come più spesso accade, soprattutto nella musica occidentale di estrazione colta, a più parti diverse, con una strutturazione polifonica.

La parola deriva dal latino chorus e dal greco χορός. Con questo termine, in architettura si indica anche la zona absidale abitualmente occupata dai cantori durante le funzioni liturgiche in chiesa, o il luogo dove erano collocati i sedili dei cantori, detti stalli, o scranni; il termine coro indica anche una composizione musicale scritta per tale organico.
I componenti sono chiamati cantori o coristi. Il direttore è detto 'maestro del coro'. Nei cori professionali italiani il corista è identificato, anche in sede contrattuale, con la locuzione “artista del coro”.

## Storia
Il canto corale è un'espressione artistica presente pressoché ovunque, dalle origini della storia e con continuità. Presso alcuni popoli, come i Pigmei, rappresenta ancora oggi la massima manifestazione culturale.
Nella Grecia antica il coro assunse particolare importanza nelle rappresentazioni dell'età di Pericle, evolutesi da manifestazioni religiose e cerimoniali effettuate da un coro di ballerini mascherati. Appartenevano a questo genere i peani, di cui narra l'Iliade (intorno al 850 a.C.), che erano invocazioni ad Apollo, dio taumaturgo. I parthèneia, introdotti verso il 650 a.C., erano cori muliebri di vergini spartane. Il ditirambo, elevato al livello di musica d'arte corale nel 600 a.C., era una narrazione in forma coreografica delle avventure di Dioniso. I cori dei ditirambi originarono le commedie e le tragedie dei secoli V e IV a.C.

I primi esempi di musica corale scritta e decifrata provengono proprio dall'antichità classica: il frammento dell'Oreste di Euripide (rappresentata nel 408 a.C.), quelli degli inni delfici (risalenti al II secolo a.C.) e l'Epitaffio di Sicilo, all'incirca dello stesso periodo.
L'Antico Testamento descrive l'organizzazione del canto corale nell'antica Israele; sono numerose le pagine che narrano dei canti nelle sinagoghe, o di quelli legati ad altre occasioni sociali.
Dalla tradizione ebraica, la musica, che si identificava primariamente con il canto, essendo l'unica forma musicale con il testo e perciò ideale veicolo di comunicazione, passò nella nuova dottrina cristiana adottata dall'Impero romano.
Nell'Europa occidentale la più antica musica corale scritta è il canto gregoriano, espressione del culto cristiano.
Il canto gregoriano e ambrosiano influenzano tutta la pratica corale medioevale e solo dopo il 1000 si formano le caratteristiche foniche moderne grazie all'arte polifonica. Se inizialmente il coro polifonico è unicamente legato alla musica a cappella, raggiungendo il massimo splendore con la scuola franco-fiamminga e con quella romana, verso la fine del Cinquecento si mescola con la musica strumentale grazie alle grandiose opere in stile policorale della scuola veneziana.
Durante tutto il Barocco il coro avrà un ruolo da protagonista nelle produzioni sacre di numerosi grandi compositori come Georg Friedrich Händel e Johann Sebastian Bach e tale ruolo rimarrà inalterato anche durante il periodo classico.
Contemporaneamente alla diversificazione dei cori, si diffonde il coro profano che rientra a pieno titolo nel teatro musicale.
Dopo un breve periodo di decadenza, causato dal successo del bel canto e della musica strumentale, il coro risorge con i romantici come Felix Mendelssohn Bartholdy, Joseph Anton Bruckner e Johannes Brahms, raggiungendo livelli altissimi di produzione affiancato dall'orchestra.
Il coro subisce le radicali trasformazioni e sperimentazioni del Novecento, con la propria inclusione nei processi compositivi dodecafonici di Arnold Schönberg ed elettronici di Karlheinz Stockhausen.
Nella seconda metà del Novecento hanno composto musica per coro diversi musicisti appartenenti a varie correnti: minimalista (Arvo Pärt, Thomas Jennefelt), neoromantica (John Rutter, Javier Busto), della scuola dei paesi baltici (Vytautas Miskinis) ed Italiana, tra cui ricordiamo Domenico Bartolucci come massimo rappresentante della Scuola Romana, ma i nomi italiani che oggi si distinguono in ambito corale sono molti e di rilevante spessore (Giovanni Bonato, Giorgio Susana, Manolo Da Rold, Battista Pradal, e molti altri).
Gli anni '70 in Europa e gli anni '80 negli Stati Uniti sono anche il periodo in cui gli autori riscoprono, seguendo l'esempio di Béla Bartók, le melodie popolari arcaiche legate al canto popolare con un'affascinante riscoperta dell'arte dell'elaborazione corale. In Italia vi sono nomi importantissimi legati a questo particolare ambito compositivo come Bruno Bettinelli o Renato Dionisi; tra i cori di formazione popolare il Coro della SAT ha avuto sicuramente un ruolo fondamentale a livello nazionale.

## Organici
L'organico corale moderno è formato solitamente da voci maschili (tenori, baritoni e bassi) e voci femminili (soprani, mezzosoprani e contralti) che cantano insieme. I cori possono anche essere costituiti interamente da sole voci virili o, più raramente, da voci femminili.
Nei cori misti più diffusi (c.d. SATB), i coristi sono suddivisi in quattro sezioni, di cui due femminili ossia soprano (S) e contralto (A) più due maschili ovvero tenore (T) e basso (B). Ciascuna sezione può eventualmente essere ripartita internamente in primi e secondi: il basso puro verrà in tal caso classificato come “basso secondo”, dove invece il “basso primo” sarà in realtà un baritono; allo stesso modo un contralto vero e proprio farà parte della sotto-sezione dei “contralti secondi”, mentre invece i primi rappresentano i mezzisoprani. Per tenori e soprani invece la ripartizione interna andrà a distinguere i timbri più leggeri con tessiture medio-alte (i primi) da quelli più scuri e drammatici e quindi con una tessitura un po’ più bassa (i secondi).
A seconda del repertorio, le parti di soprano e contralto che sono normalmente sostenute dalle voci femminili, possono essere cantate da bambini (voci bianche) o da cantanti di sesso maschile (contraltisti e sopranisti).
La dizione "a voci pari", nella letteratura musicale del Rinascimento, non indicava un organico di voci solo maschili o solo femminili; si riferiva invece alla tessitura della composizione, che poteva essere circoscritta verso l'acuto o verso il grave, ad esempio SSAA (soprano, soprano, alto, alto), oppure ATTB (alto, tenore, tenore, basso) ecc.

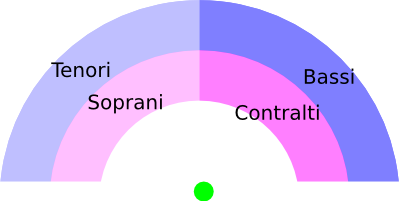
Le sezioni di un coro

Le composizioni corali possono essere monodiche, ossia a una sola voce (si parla allora di coro all'unisono) o polifoniche, ovvero per due o più voci (alcune composizioni possono arrivare ad una divisione fino a 40 o più parti reali, come ad es. il mottetto "Spem in alium" di Thomas Tallis per otto cori a cinque voci o la "Missa Salisburgensis" (attribuita a Orazio Benevoli e più recentemente a Heinrich Ignaz Franz Biber), per 53 voci.

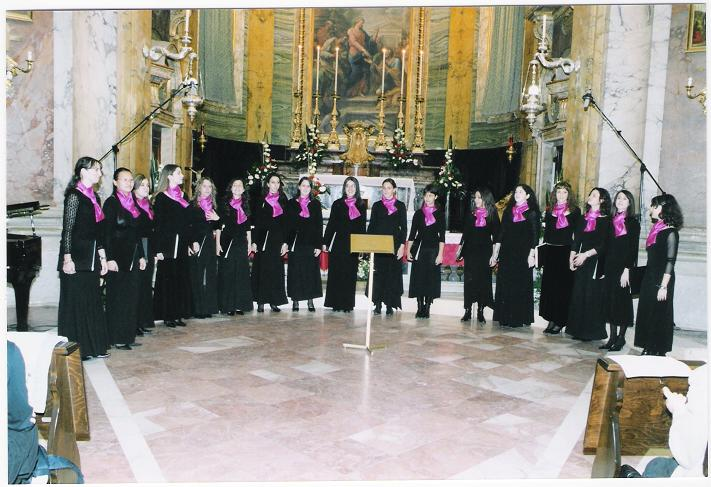
Coro di voci femminili

Le formazioni corali amatoriali, anche di altissimo livello, sono composte da coristi non professionisti e da un direttore (di solito professionista). In Italia la realtà corale vanta tradizioni antiche e di prestigio; numerosi sono i cori iscritti alle associazioni corali provinciali e regionali le quali, unite, compongono la federazione nazionale corale conosciuta con il nome di Feniarco.